# Instrumental quirúrgic

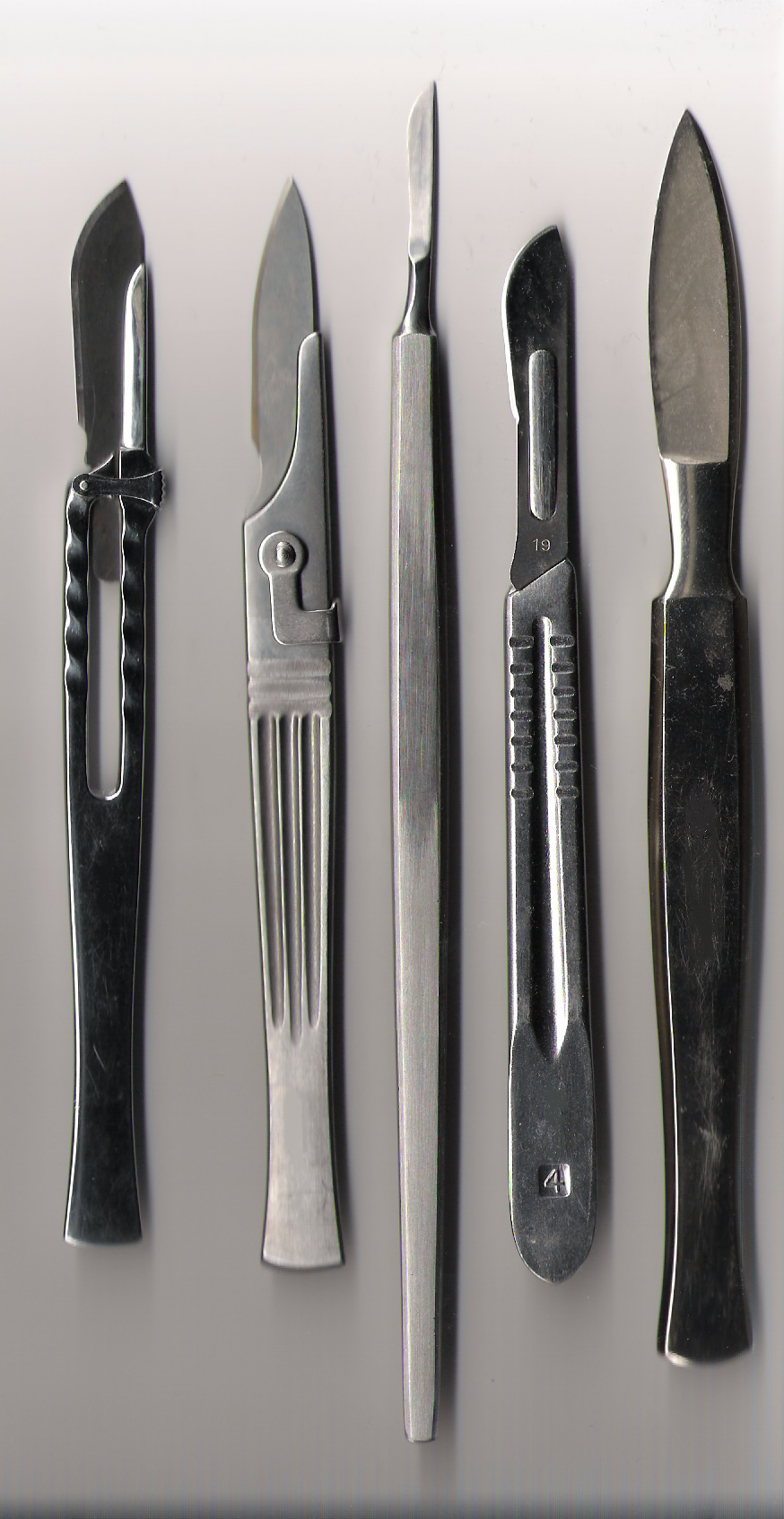
Diversos bisturís

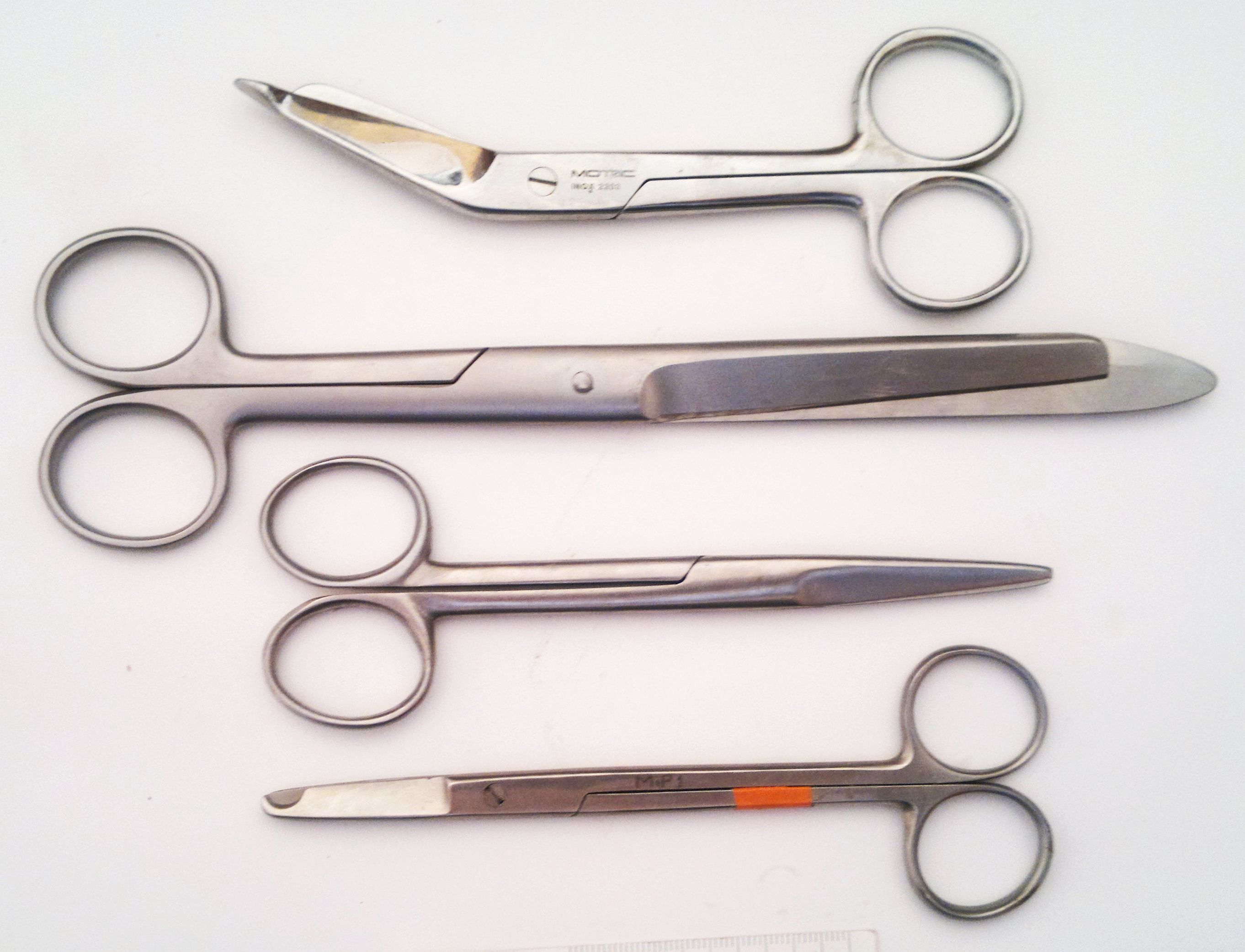
Diversos models de tisores quirúrgiques

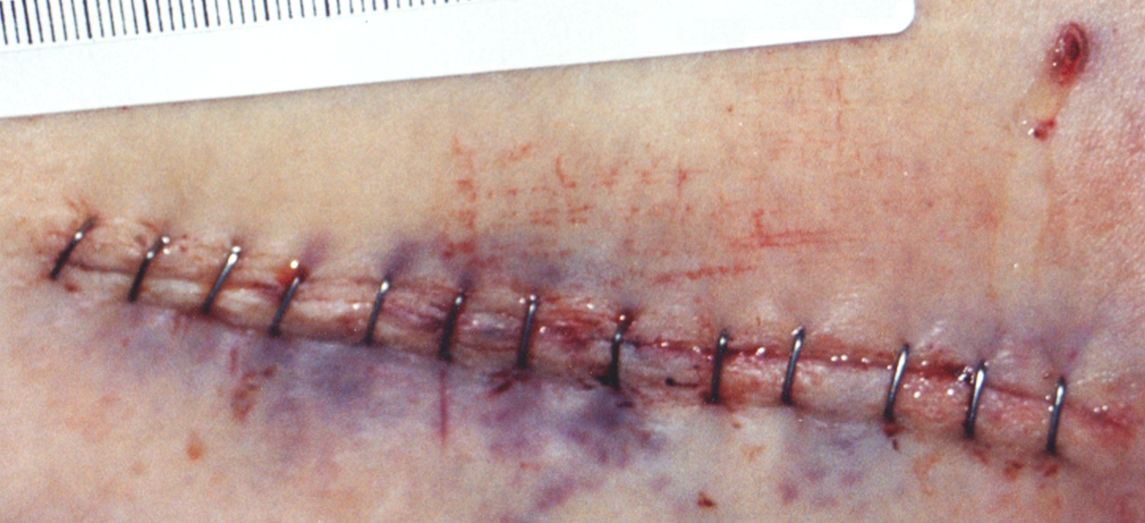
Grapes quirúrgiques

Un instrument quirúrgic és una eina especialment dissenyada o dispositiu per a la realització d'accions específiques o aconseguir els objectius desitjats durant una operació, com ara la modificació d'un determinat òrgan o teixit biològic, o per facilitar-ne l'accés i fer-lo visible. Amb el temps, s'han inventat molts tipus diferents d'instruments i eines quirúrgiques. Alguns instruments quirúrgics estan dissenyats per a ús general en la cirurgia, mentre que altres estan dissenyats per a una acció quirúrgica específica, entre ells el fòrceps obstètric o els craniòtoms ultrasònics emprats en determinats tipus d'intervencions neuroquirúrgiques. Per tant, la nomenclatura dels instruments quirúrgics segueix certs patrons, com ara una descripció de l'acció que realitza (per exemple, bisturí -del francès bistouri= punyal-, pinça hemostàtica), el nom del seu inventor (per exemple, les tisores de Metzenbaum, l'electrocauteri de Bovie, els retractors de Farabeuf i de Nathanson, el trepant de Berengario, l'osteòtom de Bernhard Heine, el cistòtom de Canivell, les pinces i l'espèculum d'Arruga, l'agulla de Steinmann, l'espèculum palpebral de Barraquer, el drenatge de Penrose, el bípode de Draffin per amigdalectomies, el ganxo de Lambotte, el fòrceps arterial de Dunhill o el peritoneal de Mikulicz-Radecki, el fil quirúrgic de Lister, el connector de Lüer o la pinça de Kocher), el nom del centre que el va crear (tisores de Mayo) o un nom científic compost relacionat amb el procediment específic de cirurgia a realitzar (per exemple, un traqueòtom és una eina utilitzada per dur a terme una traqueotomia i un costòtom s'utilitza per seccionar costelles).
L'expressió instrumental quirúrgic és utilitzada indistintament amb la d'instruments quirúrgics, però el significat en argot mèdic del terme 'instrumentació' es refereix realment a l'activitat de proveir d'assistència a un cirurgià amb el maneig adequat dels instruments quirúrgics durant un acte operatori, per part d'un professional especialitzat (instrumentista quirúrgic), habitualment una infermera, un radiòleg o un tècnic quirúrgic diplomat (Certified Surgical Technologist) als països anglosaxons.
La majoria d'aquests instruments es fabriquen d'acer inoxidable, però també existeixen de titani, ruteni, tàntal, vitallium (una al·leació de cobalt, crom i molibdè, emprada en certs implants ortopèdics o maxil·lofacials) o alumini. El carbur de tungstè és un compost químic extraordinàriament dur utilitzat en algunes fulles de tall i puntes o branques de peces específiques. Les al·leacions de materials han de tenir propietats molt determinades per fer inalterable la qualitat de l'instrumental davant els fenòmens de corrosió causats per la sang, altres líquids corporals, les solucions de neteja o l'esterilització. Cal tenir present que els teixits corporals són un medi electrolític i que posar en contacte metalls de diferent potencial pot comportar problemes. Per això, un implant fet d'una al·leació amb base de cobalt no és compatible amb instruments fets d'al·leacions amb base de ferro i viceversa. Des de fa uns anys, es desenvolupen noves aplicacions quirúrgiques dels metalls anomenats "intel·ligents", sobretot en peces endoprotèsiques com ara els stents arterials, els implants de cirurgia ortopèdica o les eines de cirurgia laparoscòpica.

## Classificació
Hi ha diverses classes d'instruments quirúrgics:
- Pinces, com el fòrceps usat tradicionalment en obstetrícia per evitar el part prolongat[35] o el prènsil de doble acció i baixa invasivitat tissular que s'utilitza en operacions microneuroquirúrgiques molt delicades.[36] Alguns tipus de pinces estan dissenyats per agafar i manipular òrgans específics o una part d'ells, com ara les de Babcock (vesícula biliar, trompes de Fal·lopi),[37] les d'Ash (septe nasal),[38] les de Klammer (intestí) o les d'Allis (pulmó, tendons).[39]
- Oclusors per als vasos sanguinis[40] i altres estructures.[41] Torniquets pneumàtics per cirurgia ortopèdica[42] i vascular.[43]
- Retractors, que s'utilitzen per mantenir obertes la pell, les costelles i altres teixits.[44] A banda dels clàssics retractors de metall s'han creat retractors de plàstic d'un sol ús, reutilitzables[45] o especialment adaptats a intervencions quirúrgiques de particular complexitat, com ara les de neurocirurgia[46] o de cirurgia maxil·lofacial.[47]
- Martells,[48] distractors (elements metàl·lics dissenyats per mantenir una tracció sostinguda i gradual sobre un teixit o una estructura corporal determinada, emprats en especial per aconseguir l'osteogènesi en procediments ortopèdics),[49] posicionadors i dispositius estereotàxics[50] que permeten la localització de petites i profundes estructures anatòmiques -sovint intracranials- ubicant-les en els tres eixos espacials, facilitant així un accés quirúrgic segur.[51]
- Instruments mecànics de tall (bisturís,[52] eines per curetatge ginecològic[53] o la pràctica de craniotomies,[54] serres elèctriques,[55] broques,[56] raspes,[57] queràtoms,[58] trócars,[59] bisturís harmònics -ultrasònics, per tallar i coagular alhora-,[60] tisores quirúrgiques, gúbies,[61] etc.). Existeixen bisturís especials de raigs gamma per intervenir tumors cerebrals sense alterar el teixit circumdant.[62] Alguns d'ells optimitzats per la resecció de metàstasis.[63]
- Instruments de síntesi, destinats a aproximar els teixits escindits amb la finalitat d'accelerar el procés de cicatrització. Agulles de sutura,[64] portaagulles[65] i passa fils[66] són les peces més conegudes. Les agulles poden tenir el fil acoblat o no i les seves particularitats són moltes, sigui en el tipus d'ull, de cos (porció entre l'ull i la punta) o de punta (rodona, cònica, triangular, lanceolada, xata, etc.).[67] Engrapadores endoscòpiques.[68] Adhesius tissulars de fibrina[69] i de cianoacrilat.[70] Plaques,[71] filferros[72] i cargols[73] per osteosíntesi (fixació de fragments d'os).
- Vacuoextractors obstètrics,[74] dilatadors,[75] culleres de metall[76] i espèculs per a l'accés a llocs o incisions estretes.[77]
- Puntes de succió[78] i tubs d'aspiració, per extreure líquids corporals del camp quirúrgic. Es connecten a un aparell mòbil, fix o part d'un sistema central; que incorpora una bomba de buit, reguladors de potència, contenidors estancs i diversos mecanismes de seguretat.[79] Aspiradors ultrasònics per cirurgia vascular,[80] neurocirurgia[81] o cirurgia plàstica.[82]
- Dispositius de segellat, com ara grapes quirúrgiques,[83] hidrogels segelladors elàstics basats en polímers de diferents tipus[84] o segelladors vasculars elèctrics (LigaSure™).[85]
- Agulles d'injecció i d'irrigació, catèters,[86] cànules,[87] puntes i tubs, per a la introducció de líquids.[88] Determinats catèters estan dissenyats per la col·locació per via percutània d'implants cardíacs en casos en els que no és oportuna la cirurgia oberta.[89] Equips per fer traqueotomies percutànies mínimament invasives.[90]
- Dispositius elèctrics, com ara bisturís elèctrics, pinces diatèrmiques per vitrectomia,[91] aparells d'electrocauterització,[92] desfibril·ladors,[93] trepants[94] i dermàtoms[95] (electrodermàtoms i microdermàtoms).[96]
- Dispositius de visió i sondes d'exploració;[97] incloent càmeres fotopletismogràfiques,[98] llums frontals,[99] histeroscopis,[100] rinolaringoscopis,[101] endoscopis de fibra òptica[102] i sensors tàctils.[103]
- Transportadors i aplicadors per a dispositius òptics, electrònics i mecànics.
- Disruptors de teixits per ultrasons o radiofreqüència/microones,[104] criòtoms, osteòtoms ultrasònics[105] i eines de tall làser.[106]
- Dispositius de mesurament, com ara regles i peus de rei.[107] S'han creat dispositius experimentals que combinen tècniques de visió 3D i anàlisi digital d'imatge per mesurar la deformació dels teixits i la força instrumental aplicada en intervencions de microneurocirurgia.[108]
- Aparells d'oxigenació per membrana extracorpòria[109] i de control del subministrament dels gasos inhalats durant l'anestèsia general,[110] sistemes de ventilació,[111] taules[112] i cadires[113] de quirofan.
- Equips quirúrgics robotitzats,[114] com ara els sistemes quirúrgics da Vinci® (el primer fou creat l'any 2000)[115] usats en cirurgia toràcica,[116] urològica[117] o ginecològica,[118] el neuroArm (2008, inicialment dissenyat per la microcirurgia estereotàxica tumoral del cervell[119] i després integrat en el nou sistema quirúrgic SYMBIS™),[120] el robot Sofie (2010, Surgeon's Operating Force-feedback Interface Eindhoven),[121] el sistema robòtic Micron d'estabilització activa manual per microcirurgia (2012),[122] el sistema SPORT™ (2016, Single Port Orifice Robotic Technology)[123] el sistema robòtic de cirurgia assistida ROSA™ (2019) per l'artroplàstia de genoll total[124] o l'ús de la cirurgia transoral robòtica[125] per tractar càncers de cap i coll.[126]

Un aspecte a destacar en relació amb els instruments quirúrgics, és la quantitat d'interrupció corporal o de teixit traumàtic que el seu ús causa en el pacient, augmentant el risc de complicacions d'índole diversa. Termes relatius a aquesta qüestió són 'tècnica no traumàtica" i 'intervenció mínimament invasiva'. Els procediments mínimament invasius, com la cirurgia laparoscòpica, són un important avenç en la tècnica quirúrgica i els aparells emprats en aquest tipus de cirurgia (laparoscopis, toracoscopis, artroscopis o cistoscopis) es perfeccionen constantment.